# 英德西站
英德西站，位于广东省英德市英城街道，为京广高速铁路的车站。现由中国铁路广州局集团广州南车站管辖。

## 历史
武广客运专线规划初期，原设有英德站；但为保证全线行车速度，一批小站被取消，包括本站在内的另一批车站降级为越行站，预留未来扩建的条件。后在各级地方政府的不断争取下，铁道部2009年批复同意设置英德客运站。武广客专开通前夕，本站定名英德西站。
2010年，英德西站扩建工程动工，本站成为中国首座在已开通高铁线上建设的车站。2012年4月1日，车站正式开通营业。

## 车站结构
英德西站总建筑面积14,255m²，其中站房建筑面积6,746m²，建筑高度18.2m，基本站台和中间站台各一座。

## 利用状况
截至2025年7月1日全国铁路季度调图，英德西站共办理营业列车33列（上行18列、下行15列），其中日常开行31列（上行16列、下行15列）。

## 邻近车站
| 上一站           |  | 中国铁路                            |  | 下一站         |
| ---------------- |  | ----------------------------------- |  | -------------- |
| 韶关北京丰台方向 |  | 京广高速铁路 ← 70km 英德西站 57km → |  | 清远广州南方向 |